# Anell Únic

L'Anell Únic

L'Anell Únic, conegut també com l'Anell Sobirà o el Gran Anell del Poder, és un anell màgic que ocupa un paper central en l'univers imaginari creat per J.R.R. Tolkien. L'acompliment de la missió de destruir-lo representa la trama principal a la novel·la El Senyor dels Anells.

## Propietats de l'Anell
L'Anell Únic va ser forjat pel Senyor Fosc Sàuron durant la Segona Edat per tal d'obtenir el control sobre els elfs que quedaven a la Terra Mitjana. Sota l'aparença d'Annatar, "Senyor dels Dons", va ajudar els fargaires èlfics d'Erégion i al seu líder Celebrímbor a fabricar els Anells del Poder. En secret, però, va forjar l'Anell Únic a les flames del Mont del Fat, que havia de servir-li per obtenir el control sobre la resta d'anells.
Com que els altres anells eren molt poderosos, Sàuron es va veure obligat a dipositar en l'Anell gran part del seu poder original perquè el seu propòsit fos efectiu, corrent el risc que si mai perdés l'Anell perdria també una porció important de la seva força.
L'Anell era daurat i a diferència dels anells menors no duia ni gemmes ni ornaments. Es podia identificar fàcilment a l'escalfar-lo, ja que aleshores es podia veure una inscripció en Tengwar d'un text en la llengua negra de Mórdor. Gràcies a l'enorme poder que contenia era pràcticament impossible de danyar-lo. Només es podia destruir llençant-lo als cràters volcànics del Mont del Fat on va ser forjat.
Quan hom duia l'Anell, "traspassava" del món físic al món espiritual, fent-se invisible als que l'envoltaven. En el pla espiritual, si el portador tenia prou poder per sotmetre la voluntat de l'Anell a la pròpia, es podia controlar i esclavitzar les ments dels altres.
La natura de l'Anell, nascut de la maldat i dipositari del poder de Sàuron, corrompia de forma lenta però inexorable al seu portador. Per aquest motiu els savis, incloent-hi Gàndalf, Élrond i Galàdriel, van rebutjar la temptació de portar-lo i exhortaven que fos destruït. Aparentment els hòbbits, més purs de cor que els homes i menys poderosos que els elfs eren més resistents al poder seductor de l'Anell. Això explica per què en Frodo i en Bilbo van ser capaços de posseir l'Anell per períodes relativament llargs sense que els efectes fossin evidents. En canvi, l'origen hòbbit de Gòl·lum, era completament irrecognoscible després de 500 anys de dur l'Anell.

## Història i portadors de l'Anell
Després de la derrota de Sàuron a mans de la Darrera Aliança entre Elfs i Homes, Isíldur va tallar l'Anell de la mà del Senyor Fosc. Poc després moria a la Tragèdia dels Camps Llirials, perdent-se l'Anell en les profunditats del Gran Riu. L'Anell va ser descobert per un hòbbit anomenat Déagol, que poc després va ser assassinat pel seu cosí Sméagol per robar-li. La influència de l'Anell va convertir a Sméagol en la criatura que seria coneguda com a Gòl·lum, deformant-lo i perllongant-li la vida més enllà del que era natural en un hòbbit. L'Anell, però, desitjava tornar al seu antic amo i va fer que Gòl·lum anés a viure a les cavernes de les Muntanyes Boiroses, a prop del lloc on Sàuron començava a recuperar forma. El mateix any que Sàuron reaparegué a Dol Gúldur, l'Anell abandonà Gòl·lum.
Com es relata a El Hòbbit, Bilbo Saquet va trobar l'Anell i va fugir de Gòl·lum i dels orcs que habitaven les cavernes. Un cop finalitzades les seves aventures, va tornar amb l'Anell a la Comarca.
L'Any 3001 de la Tercera Edat i seguint els consells de Gàndalf, Bilbo va donar l'Anell al seu nebot Frodo, convertint-se en la primera persona que renunciava a l'Anell de forma voluntària. Aleshores Sàuron ja havia recuperat part del seu poder i la Torre Fosca de Mórdor havia estat reconstruïda. Tement que recuperés l'Anell i amb ell la totalitat del seu antic poder, Frodo i vuit companys més van integrar la Germandat de l'Anell en un últim intent per destruir l'Anell a les esquerdes del Mont del Fat. A mesura que avançava el viatge, Frodo era cada cop més susceptible al poder de l'Anell, i temé que s'acabés corrompent per la seva influència.
Quan ell i Sam van trobar Gòl·lum i el van "domesticar" perquè els guiés a Mórdor, desenvolupà un vincle amb la criatura, creient que si hi havia una esperança per ella també n'hi hauria per ell. Gòl·lum, però, va sucumbir a la temptació de l'Anell i va trair Frodo i Sam enviant-los al cau de l'aranya gegant Arranyera.
Pensant que Frodo havia mort pel verí de l'aranya, Sam va agafar l'anell i en va ser el portador durant un breu període, que no va ser prou llarg perquè es veiés sotmès a la seva influència. Un cop s'assabentà que Frodo era viu el va rescatar de la Torre de Círith Úngol i li tornà l'anell.
Quan van arribar al Mont del Fat, Frodo ja estava completament corromput per l'Anell i el va reclamar per a ell renunciant a destruir-lo. En l'últim moment, però, va ser atacat per Gòl·lum que li va arrancar del dit d'una mossegada abans de caure per les esquerdes del fat i consumint-se juntament amb l'Anell.
Així, els portadors de l'anell des de la seva forja fins a la seva destrucció van ser:
1. Sàuron
2. Isíldur
3. Deagol
4. Sméagol (Gòl·lum)
5. Bilbo Saquet
6. Frodo Saquet
7. Samseny Gamgí
8. Frodo Saquet

## Inscripció
L'aparença de l'Anell és la d'un cercle perfecte d'or, sense necessitar cap mena d'ornament que l'allunyaria de la perfecció. Però quan és escalfat, s'hi pot veure inscrit en tengwar (escripitura èlfica fëanoriana) un text en la llengua negra de Mórdor:
Ash nazg durbatulûk, ash nazg gimbatul,
ash nazg thrakatulûk, agh burzum-ishi krimpatul.
Es tracta dels dos últims versos d'un poema sobre els Anells del Poder:
| Català | Anglès |
| --- | --- |
| Tres Anells pels Reis dels Elfs, dessota el cel, Set per als Senyors dels Nans, en llurs cavernes, Nou per als Homes Mortals, que periran, Un és per al Senyor Fosc, en son Fosc Tron allà a la Terra de Mórdor, on s'estenen les ombres. Un Anell per governar-los a tots, Un Anell per trobar-los, Un Anell per reunir-los a tots i lligar-los en les tenebres A la terra de Mórdor, on s'hi estenen les ombres. | Three Rings for the Elven-kings under the sky, Seven for the Dwarf-lords in their halls of stone, Nine for Mortal Men doomed to die, One for the Dark Lord on his dark throne. In the Land of Mordor where the Shadows lie. One Ring to rule them all, One Ring to find them, One Ring to bring them all and in the darkness bind them, In the Land of Mordor where the Shadows lie. |

## Interpretació
Moltes interpretacions s'han fet sobre l'Anell únic, i s'ha volgut veure en ell una metàfora de les armes humanes. Tolkien digué que l'anell no tenia un significat al·legòric, però que tot i així es mostrava obert a les interpretacions que els lectors en volguessin fer.
"Hauria de dir que l'anell és una forma mítica de representar la veritat que la potència (o potser la potencialitat) si és que s'exerceix, i produeix resultats, ha de ser externalitzada i així com ocorre, en un menor o major grau, queda fora del control d'un mateix."
Així doncs, una de les interpretacions que més acceptació ha tingut, i tenint en compte que apareix per primera vegada a El Hòbbit, ha estat la de considerar que l'anell únic o mal d'Isíldur és la representació de la bomba atòmica, que tant en la història del segle xx com en el llibre és l'arma definitiva que pot desequilibrar la guerra. Cal dir que en ambdós casos totes les parts lluiten per posseir-lo. Aquest argument ha estat utilitzat per persones en contra de l'ús de les armes nuclears, defensant que la visió que Gàndalf postula en el llibre és la correcte: l'anell és l'arma de l'enemic, només crea destrucció, és incontrolable i ha d'ésser destruït.
També s'ha volgut veure l'anell com una adaptació més moderna de diferents llegendes europees, bevent de les mateixes fonts que L'anell del nibelung, de Richard Wagner. Malgrat que Tolkien sempre criticà aquesta comparació, és possible que de forma inconscient, en el seu bagatge cultural, l'analogia hagués pres forma.